# Manduva
Manduva (Caloenas canacorum) är en förhistorisk utdöd fågel i familjen duvor inom ordningen duvfåglar som tidigare förekom på ön Nya Kaledonien. 

## Upptäckt och utseende
Fågeln beskrevs 1989 utifrån subfossila lämningar funna i Pindaigrottorna på Nya Kaledonien i Melanesien. Fynden tros vara 1750 år gamla. Den var cirka 25% större än sin nu levande närmaste släkting nikobarduvan. Det finns inga tecken på att den skulle vara flygoförmögen.

## Utdöende
Fågeln jagades troligen till utrotning av de tidiga bosättarna på Nya Kaledonien och i Tonga för ungefär 2.500 år sedan. 

## Namn
Fågelns vetenskapliga artnamn är en latinisering av Kanakafolket, den melanesiska ursprungsbefolkningen på Nya Kaledonien.